# استارایا کودیفکا
استارایا کودیفکا (انگلیسی: Staraya Kudeyevka) یک شهرک در شهرستان ایگلینسکی استان باشقیرستان کشور روسیه است.